# Jelena Chloptseva
Jelena Chloptseva (Minsk, 21 mei 1960) is een Wit-Russisch roeister.
Chloptseva won in 1980 samen met Larissa Popova in eigen land olympisch goud in de dubbel-twee. Chloptseva werd zowel in 1982 als in 1983 wereldkampioen in de dubbel-vier-met-stuurvrouw. Chloptseva kon vanwege de boycot van haar vaderland niet deelnemen aan de spelen van 1984. Chloptseva nam in 1992 voor de tweede keer deel aan de spelen en won daar voor het Gezamenlijk team de zilveren medaille in de dubbel-vier.

## Resultaten

### Olympische Zomerspelen
| Jaar | Plaats    | Resultaten        |
| ---- | --------- | ----------------- |
| 1980 | Moskou    | in de dubbel-twee |
| 1992 | Barcelona | in de dubbel-vier |

### Wereldkampioenschappen roeien
| Jaar | Plaats       | Resultaten                       |
| ---- | ------------ | -------------------------------- |
| 1978 | Cambridge    | in de dubbel-vier-met-stuurvrouw |
| 1982 | Luzern       | in de dubbel-vier-met-stuurvrouw |
| 1983 | Duisburg     | in de dubbel-vier-met-stuurvrouw |
| 1985 | Hazewinkel   | in de dubbel-vier                |
| 1991 | Wenen        | in de dubbel-vier                |
| 1993 | Račice       | 7e in de dubbel-twee             |
| 1994 | Indianapolis | 5e in de dubbel-twee             |

1976: Svetla Otsetova & Zdravka Jordanova ·
1980: Jelena Chloptseva & Larissa Popova ·
1984: Marioara Popescu & Elisabeta Oleniuc ·
1988: Birgit Peter & Martina Schröter ·
1992: Kerstin Köppen & Kathrin Boron ·
1996: Marnie McBean & Kathleen Heddle ·
2000: Jana Thieme & Kathrin Boron ·
2004: Georgina Evers-Swindell & Caroline Evers-Swindell ·
2008: Georgina Evers-Swindell & Caroline Evers-Swindell ·
2012: Katherine Grainger & Anna Watkins   ·
2016: Magdalena Fularczyk-Kozłowska & Natalia Madaj ·
2020: Nicoleta-Ancuța Bodnar & Simona Radiș ·
2024: Brooke Francis & Lucy Spoors